# Centrodora maxima
Centrodora maxima är en stekelart som först beskrevs av Girault 1915.  Centrodora maxima ingår i släktet Centrodora och familjen växtlussteklar. Inga underarter finns listade.